# Joanna Walaszek
Joanna Danuta Walaszek – polska teatrolog, dr hab. nauk humanistycznych, profesor nadzwyczajny Katedry Teatru i Dramatu Wydziału Polonistyki Uniwersytetu Jagiellońskiego.

## Życiorys
Obroniła pracę doktorską, 26 kwietnia 2004 uzyskała stopień doktora habilitowanego. Była zatrudniona na stanowisku profesora nadzwyczajnego w Katedrze Teatru i Dramatu na Wydziale Polonistyki Uniwersytetu Jagiellońskiego.